# Léo Delibes

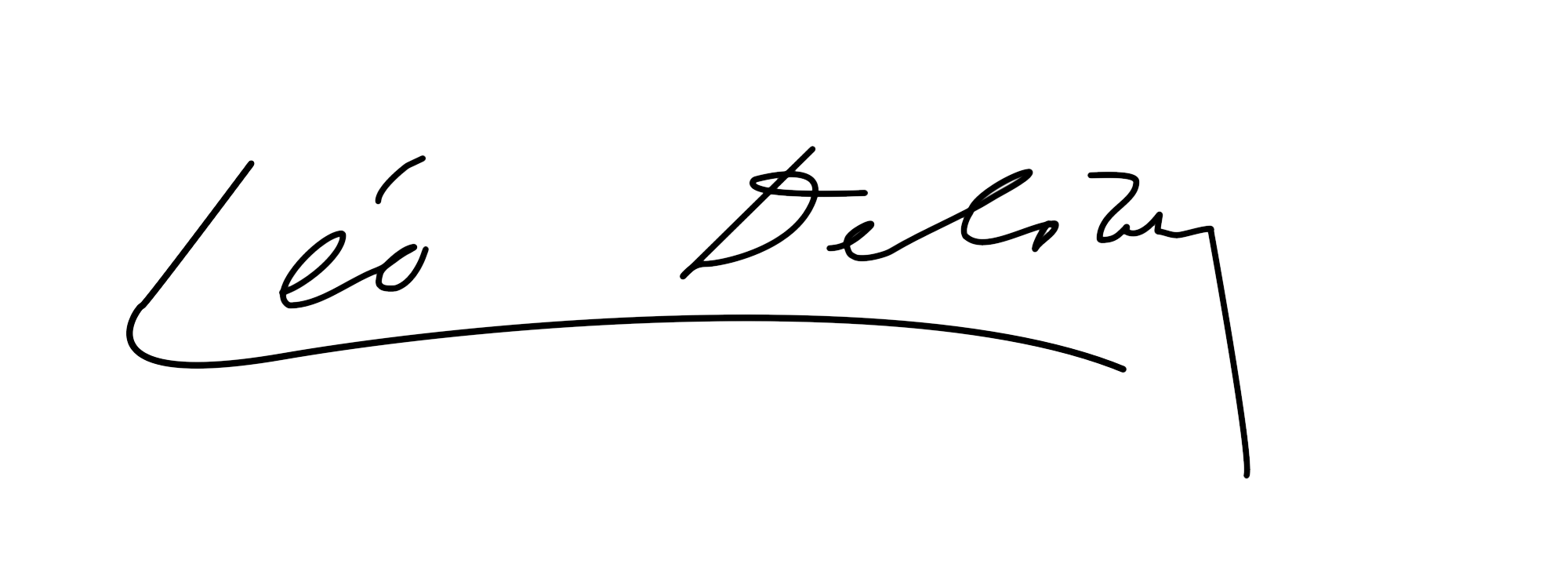
Firma di Léo Delibes

Clément Philibert Léo Delibes (Saint-Germain-du-Val, 21 febbraio 1836 – Parigi, 16 gennaio 1891) è stato un compositore francese.

## Biografia
Delibes nacque nel 1836, figlio di un postino e di una musicista, ma anche nipote di un cantante lirico. Fu cresciuto dalla madre e dallo zio perché il padre morì molto presto. Nel 1871, all'età di 35 anni, il compositore sposò Léontine Estelle Denain. Delibes morì vent'anni dopo nel 1891 e fu sepolto nel cimitero di Montmartre a Parigi.
A cominciare dal 1847, Delibes studiò composizione al Conservatorio di Parigi come allievo di Adolphe Adam, l'autore del celeberrimo balletto Giselle. Un anno dopo iniziò a studiare canto, ma si dimostrò molto più capace come organista che come cantante.
Ebbe degli incarichi come accompagnatore per le prove e maestro del coro al Théâtre Lyrique, secondo maestro del coro all'Opéra di Parigi (1864) e organista nella chiesa di Saint-Pierre-de-Chaillot tra il 1865 e il 1871.
La prima delle sue tante operette (ne scrisse circa una ogni anno) fu Deux sous le charbon, scritta nel 1856 per le Folies-Nouvelles con Hervé come tenore. 
Delibes arrivò alla vera fama nel 1870 con il successo del balletto Coppélia per il quale compose la musica. Il titolo si riferisce ad una bambola meccanica e prende spunto dal racconto fantastico L'uomo della sabbia di E.T.A. Hoffmann. Delibes scrisse la musica per altri balletti quali Sylvia (1876) e La Source (1866), che scrisse con Léon Minkus.
Delibes compose anche varie opere liriche, l'ultima (completa) delle quali, la sontuosa e orientaleggiante Lakmé (1883),  contiene, tra i vari numeri accattivanti, il famoso "pezzo forte" rappresentato dalla scena della protagonista, nota come Légende du Paria o Aria delle Campanelle, e il Duetto dei Fiori, una barcarola. Le sue opere liriche impressionarono Čajkovskij al punto tale che egli considerava Delibes molto più capace di Brahms.
Nel 1867 Delibes compose Divertissement e Le Jardin Animé per un revival del balletto di Joseph Mazilier/Adolphe Adam  dal titolo Le Corsaire. Scrisse una messa e una cantata su Algeri, oltre a comporre operette e musiche di scena per il teatro, come le danze e arie per la pièce di Victor Hugo Le roi s'amuse (lo stesso dramma utilizzato anche da Verdi per il suo Rigoletto).
Nel 1925 avvenne la prima assoluta del balletto Soir de fête su musiche di Delibes al Palais Garnier di Parigi dove nel 1931 arriva alla centesima recita.

## Composizioni

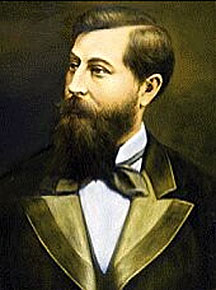
Ritratto di Léo Delibes

- Balletti:

La Source (1866)
Coppélia (1870)
Sylvia (1876)
- Composizioni sacre:

Missa brevis (1875)
- Opere:

Le boeuf Apis (1865)
La cour du roi Pétaud (1869)
Le roi l'a dit (1873)
Jean de Nivelle (1880)
Lakmé (1883)
Kassya (1893) opera in quattro atti, incompiuta alla morte dell'autore e finita da Massenet
- Operette:

Deux sous le charbon (1856)
Deux vieilles gardes (1856) al Théâtre des Bouffes-Parisiens libretto di Ferdinand de Villeneuve e Alphonse Lemonnier, diretta da Jacques Offenbach
Six demoiselles а marier (1856) al Théâtre des Bouffes-Parisiens diretta da Jacques Offenbach
L'omelette à la Follembuche, libretto di Eugène Labiche e Marc-Michel (1859) al Théâtre des Bouffes-Parisiens diretta da Jacques Offenbach
Mon ami Pierrot, libretto di Lockroy (1862) a Bad Ems
L'écossais de Chatou, libretto di Adolphe Jaime e Philippe Gille (1869) al Théâtre des Bouffes-Parisiens

## Influenze

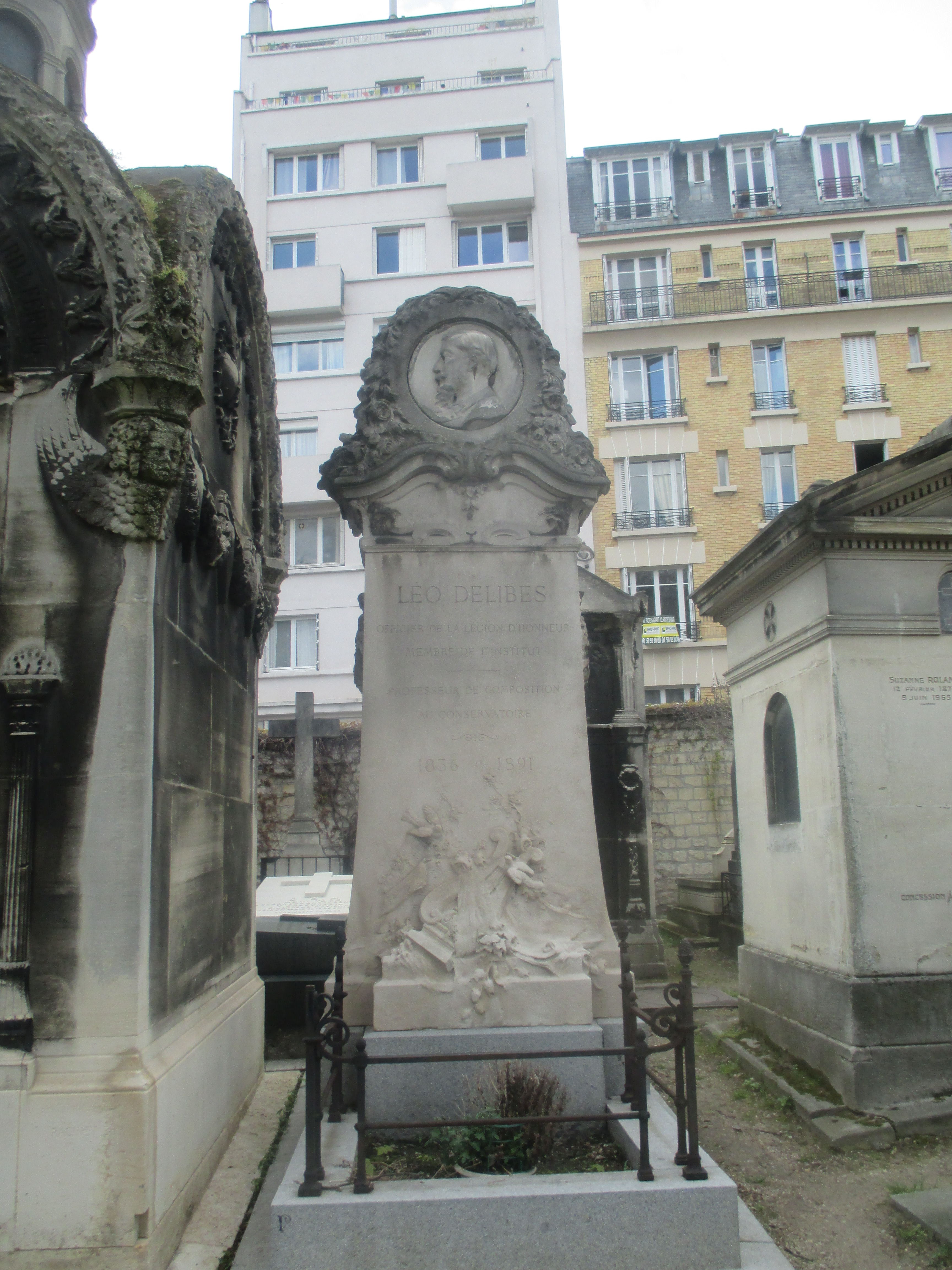
Tomba (Parigi, Cimitero di Montmartre).

È noto che il lavoro di Delibes influenzò notevolmente compositori quali Čajkovskij, Saint-Saëns e Debussy.